# فرد مور (محرك صور متحركة)
فرد مور (بالإنجليزية: Fred Moore)‏ هو محرك صور متحركة ‏ أمريكي، ولد في 7 سبتمبر 1911 في لوس أنجلوس في الولايات المتحدة، وتوفي في 23 نوفمبر 1952 في بربانك في الولايات المتحدة بسبب حادث مرور ونزف داخلي.

## وصلات خارجية
- فرد مور على موقع IMDb (الإنجليزية)
- فرد مور على موقع قاعدة بيانات الفيلم (الإنجليزية)